# Кукунорска равнина
Кукунорската равнина e високопланинска равнина в Западен Китай, в провинция Цинхай. Разположена е в пределите на планинската система Наншан, между хребетите Циншилин на североизток и Кукунор на югозапад. Надморската ѝ височина варира от 3200 до 3400 m. Централната ѝ част е заета от голямото езеро Кукунор (Цинхай). Изградена е предимно от пясъчници и варовици, препокрити с льос. На север преобладава мекия хълмист релеф, а повърхността ѝ е разчленена от широки и къси речни долини. Най-голяма река Бухингол, подхранваща езерото Кукунор. На юг са развити предпланински наклонени равнини. Климатът е умерено студен. Годишната сума на валежите е 250 – 400 mm. Господстват планинско-степните ландшафти с предимно тревиста коилова растителност. Основният поминък на населението е номадското животновъдство (овце, коне, камили). На места се отглежда ечемик и пшеница. В южната ѝ част преминават участъци от шосето и жп линията Синин – Лхаса.